# Rhizophora mucronata
Rhizophora mucronata – gatunek namorzyn z rodziny korzeniarowatych (Rhizophoraceae). Występuje naturalnie w Afryce Północno-Wschodniej, Wschodniej i Południowej, Azji Południowej i Południowo-Wschodniej, Japonii, północnej Australii, na Wyspach Salomona i Vanuatu.

## Rozmieszczenie geograficzne
Gatunek jest bardzo rozpowszechniony. W Afryce występuje na Madagaskarze, Mauritiusie, Seszelach, w Republice Południowej Afryki (prowincja KwaZulu-Natal), Mozambiku, Tanzanii, Kenii, Somalii, Erytrei, Sudanie i Egipcie. W Azji jego zakres obejmuje Arabię Saudyjską, Jemen, Oman, Zjednoczone Emiraty Arabskie, Iran, Pakistan, Indie, Malediwy, Sri Lankę, Bangladesz, Mjanmę, Tajlandię, Kambodżę, południowy Wietnam, Malezję, Singapur, Indonezję, Brunei, Filipiny, Tajwan oraz Japonię (wyspy Riukiu). Występuje w północnej Australii (północna część Terytorium Północnego i stanu Queensland) oraz Oceanii – Papua-Nowa Gwinea, Wyspy Salomona, Vanuatu, Palau oraz Sfederowane Stany Mikronezji.
Istnieją historyczne zapisy tego gatunku nad wybrzeżem Morza Arabskiego choć od dawna jest tam wytępiony.

## Morfologia
PokrójMoże dorastać do 35 m. Jest rośliną szybko rosnącą – na plantacjach w ciągu siedmiu lat osiąga do 6 m wysokości.
Gatunki podobneRhizophora stylosa Griff.

## Ekologia

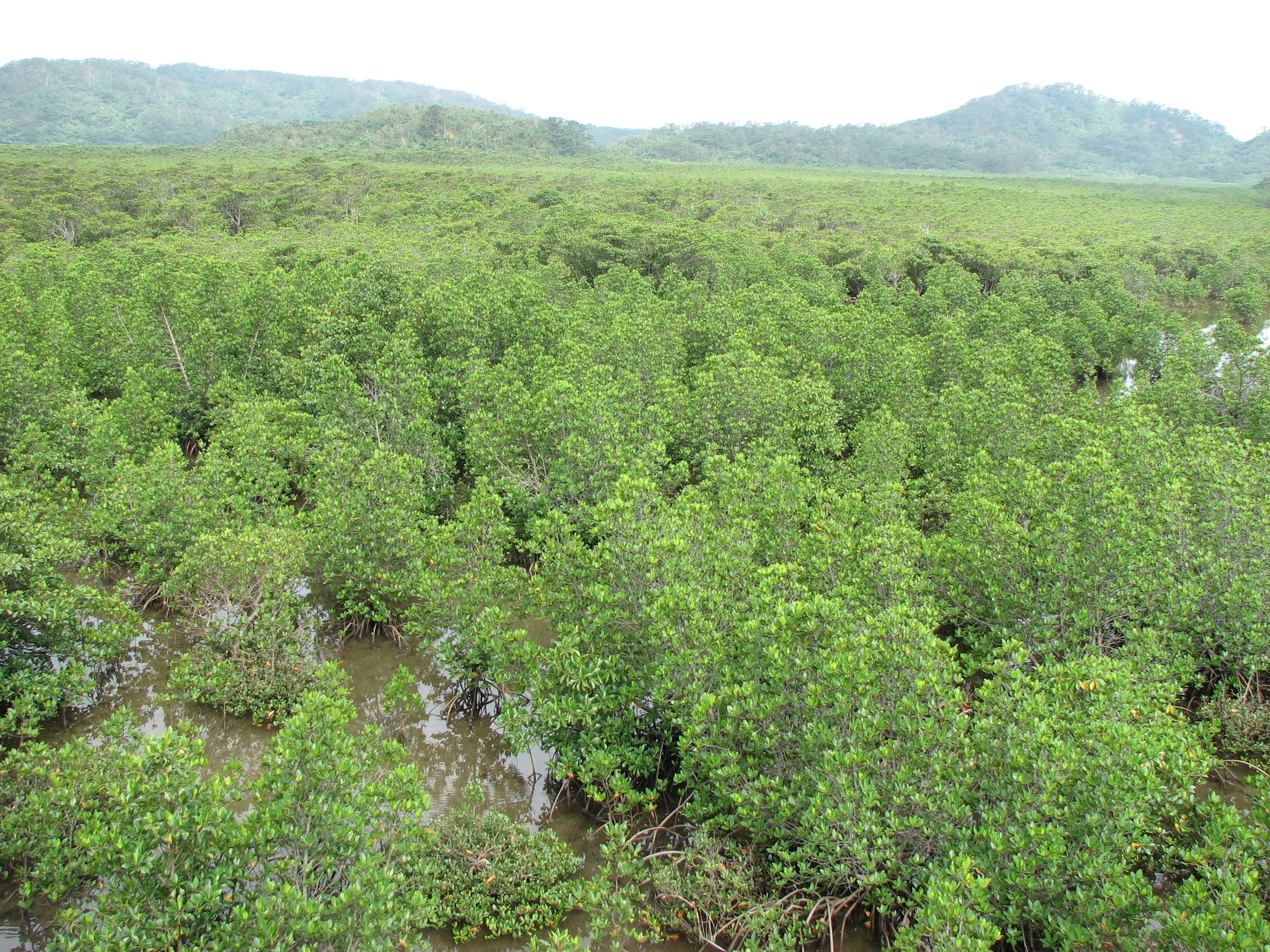
Siedlisko R. mucronata na japońskiej wyspie Iriomote

Gatunek jest rozpowszechniony w obrębie swego zasięgu. Jest preferowanym gatunkiem dla przywrócenia lasów namorzynowych. 
Gatunek ten występuje w estuariach rzek lub bezpośrednio nad brzegiem morza w strefie oddziaływania pływów morskich. Najlepiej rośnie w wodach o zasoleniu 8–33‰, lecz toleruje maksymalne zasolenie 40‰. Łatwo się rozmnaża i charakteryzuje się szybkim wzrostem. We wschodniej części jego zasięgu gatunek ten ma tendencję do zasiedlania miejsc w pobliżu wód słodkowodnych, podczas gdy w zachodniej części jego zasięgu porasta obszary znajdujące się bliżej brzegu morza. Potrzebne są dodatkowe badania w celu ustalenia, czy drzewa o nieco odmiennych preferencjach ekologicznych reprezentują różne taksony w obrębie gatunku lub może różne gatunki.

## Systematyka
Pozycja systematyczna według APweb (aktualizowany system APG III z 2009)
Należy do rodziny korzeniarowatych (Rhizophoraceae Pers.), w rzędzie malpigiowców (Malpighiales Juss. ex Bercht. & J. Presl), która jest jednym z kladów w obrębie różowych (Rosidae Takht.), grupy roślin okrytonasiennych.

## Zagrożenia
Szacuje się, że nastąpił spadek zasobów tego gatunku o ok. 20% w związku z ograniczeniem areału lasów namorzynowych, co oznacza jednak, że gatunek nie spełnia jeszcze kryteriów kategorii zagrożenia. W Czerwonej księdze gatunków zagrożonych jest wymieniony jako gatunek najmniejszej troski. Głównymi zagrożeniami dla tego gatunku jest niszczenie siedlisk i usuwanie obszarów namorzynowych. Przyczyny ich usunięcia są różne. Są to między innymi: pozyskanie drewna, zajmowanie terenów pod hodowlę krewetek, rolnictwo (uprawy ryżu) oraz stawy rybne, czy baseny solankowe. Ponadto zagrożeniem jest rozwój obszarów miejskich i przemysłowych, budowa dróg, zakładanie plantacji palm kokosowych, tworzenie portów, lotnisk i ośrodków turystycznych. Innymi zagrożeniami są zanieczyszczenia ściekami kanalizacyjnymi, odpady komunalne, zamulenia, odpady rolnicze i miejskie. Zmiana klimatu jest również uważany za zagrożenie, szczególnie takie naturalne zagrożenia jak cyklony, huragany, czy tsunami.
Szacuje się, że na wyspie Andaman Południowy z powodu ciągłego zalania po tsunami w grudniu 2004 wyginęło 30–80% gatunków z rodziny Rhizophora, w tym Rhizophora mucronata. Chociaż lokalne szacunki są niepewne ze względu na różne definicje prawne, co jest las namorzynowym, oraz niedokładności w określeniu ich obszarów, to w ostatnim raporcie stwierdzono spadek o około 20% tego gatunku na obszarach namorzynowych od 1980 roku.
Wszystkie siedliska tego gatunku występują w obrębie ekosystemów bezpośrednio powiązanych ze średnim poziomem morza lub na wzniesieniach pływowych. Bezpośredni wpływ na te siedliska ma zmiana średniego poziomu morza, jego zasolenie oraz falowanie. Wraz ze wzrostem poziomu morza ucierpią gatunki zamieszkujące te obszary. Należy również się liczyć z wymieraniem gatunków występujących nad brzegami morza. Stwierdzono jednak, że szybko rosnące gatunki, takie jak Rhizophora mucronata, powinny szybko poradzić sobie ze zmiana warunków i łatwo przenieść się na wyżej położone tereny.